# 森七菜
森七菜（日语：／ Mori Nana，2001年8月31日—），日本女演員、歌手。大分縣出身，出生於大阪府，經紀公司為Sony Music Artists，唱片公司為Sony Music Entertainment，身高154公分。

## 經歷
2016年，國中3年級的暑假和家人一起出去吃飯時被星探挖掘進入藝能界。10月，演出雀巢咖啡的網路廣告。
2017年6月，演出網路劇《東京吸血鬼旅館》。7月，首次演出電影《好想大聲說出心底的話。》。10月，首次演出電視劇《只是先出生的我》。
2018年4月，演出NHK土曜劇《崩壞的教育現場戰鬥校園律師》，飾演被同學欺凌而自殺未遂並努力振作起來的學生山下未希，生動的演技引起矚目。12月13日，公布擔任新海誠執導的動畫電影《天氣之子》女主角天野陽菜的配音員。
2019年1月，在電視劇《3年A班-從此刻起，大家都是我的人質-》中飾演電腦社社員堀部瑠奈引發話題。10月9日，在NHK公布2020年上半季晨間劇《歡呼》的新卡司中，飾演主角古山裕一妻子的妹妹關內梅，為首次演出晨間劇。11月，就任第98屆日本全國高等學校足球選手權大會第15代應援經理。11月21日，發布將演唱自身演出的電影《Last Letter》的主題曲並發行同名單曲。
2020年10月，首次主演電視劇《這份愛要加熱嗎？》，劇中飾演便利商店店員井上樹木並意外與連鎖便利商店社長發展出戀情。

## 人物
- 興趣和特長是剪輯影片、鋼琴、舞蹈[1]、畫插畫[2]。

## 演出

### 電影

#### 真人電影
| 上映年份 | 上映日期 | 電影名稱               | 角色                                  | 備註             |
| -------- | -------- | ---------------------- | ------------------------------------- | ---------------- |
| 2017年   | 7月22日  | 好想大聲說出心底的話。 | 仁藤菜月（中學時期）                  | [ 11 ]           |
| 2019年   | 7月19日  | 東京喰種S              | 小坂依子                              | [ 12 ]           |
| 2019年   | 11月1日  | 最初的晩餐             | 美也子（少女期）                      | [ 13 ]           |
| 2019年   | 11月15日 | 地獄少女               | 市川美保                              | [ 14 ]           |
| 2020年   | 1月17日  | 最後的情書             | 岸邊野颯香 / 遠野裕里（回憶高中時代） | [ 15 ]           |
| 2020年   | 8月28日  | 青澀的傷痛與脆弱       | 西山瑞希                              | [ 16 ]           |
| 2020年   | 11月6日  | 461個便當              |                                       | [ 17 ]           |
| 2021年   | 2月19日  | Liar×Liar              | 高槻湊                                | 與松村北斗雙主演 |
| 2023年   | 5月5日   | 銀河鐵道之父           | 宮沢トシ                              | [ 19 ]           |
| 2023年   | 6月23日  | 放學後失眠的你         | 曲伊咲                                | 與奧平大兼雙主演 |
| 2024年   | 2月9日   | 替身忠臣藏             | 旁白                                  | [ 21 ]           |
| 2024年   | 2月29日  | 那夜我們行向彼方       | 奈奈                                  | 僅在Netflix播送  |
| 2024年   | 3月22日  | 四月，她將到來。       | 伊予田春                              | [ 23 ] [ 24 ]    |
| 2025年   | 2月7日   | 1ST KISS               | 世木杏里                              | [ 25 ]           |
| 2025年   | 6月6日   | 國寶                   | 福田彰子                              | [ 26 ]           |
| 2025年   | 6月13日  | FRONTLINE              | 羽鳥寬子                              | [ 27 ]           |
| 2025年   | 10月10日 | 秒速5公分              | 澄田花苗                              | [ 28 ]           |

#### 動畫電影
| 上映年份 | 上映日期 | 電影名稱 | 配音角色名稱 | 備註   |
| -------- | -------- | -------- | ------------ | ------ |
| 2019年   | 7月19日  | 天氣之子 | 天野陽菜     | 女主角 |

#### 微電影
| 上映年份 | 上映日期 | 電影名稱             | 角色     | 備註   |
| -------- | -------- | -------------------- | -------- | ------ |
| 2019年   | 10月31日 | TIFFANY BLUE         | MOKA（モカ） | 主演   |
| 2019年   | 12月21日 | Little Letter（リトルレター）    |          | 主演   |
| 2020年   | 3月29日  | 不是這裡會是哪裡（ここではないどこかで） | 雪       | [ 29 ] |

### 電視劇
| 播出年份 | 播出日期           | 集數      | 戲劇名稱                                | 首播頻道               | 角色               | 備註          |
| -------- | ------------------ | --------- | --------------------------------------- | ---------------------- | ------------------ | ------------- |
| 2017年   | 10月14日－12月16日 | 全劇      | 只是先出生的我                          | 日本電視台             | 一之瀨由衣         | [ 3 ]         |
| 2018年   | 5月13日            | 第7集     | 魔法×戰士 魔力純心！                    | 東京電視台             | （MACHIKO）        |               |
| 2018年   | 6月12日－26日      | 第4集開始 | 崩壞的教育現場戰鬥校園律師              | NHK                    | 山下未希           | [ 4 ]         |
| 2018年   | 8月4日－9月8日     | 全劇      | EERIE~看不見的臉                        | WOWOW                  | 中尾美鈴           |               |
| 2018年   | 11月7日            | 第5集     | 無法成為野獸的我們                      | 日本電視台             | 花井千春（年輕時） | [ 30 ]        |
| 2019年   | 1月6日－3月10日    | 全劇      | 3年A班-從此刻起，大家都是我的人質-      | 日本電視台             | 堀部瑠奈           | [ 31 ]        |
| 2019年   | 11月2日            | 第3集     | 少年寅次郎                              | NHK                    |                    | [ 32 ]        |
| 2019年   | 12月8日            | 第9集     | Nippon Noir-刑警Y的反亂-                | 日本電視台             | 堀部瑠奈           | [ 33 ] [ 34 ] |
| 2020年   | 3月30日－11月27日  | 全劇      | 歡呼                                    | NHK                    | 關內梅             | [ 7 ]         |
| 2020年   | 4月13日            | 第1集     | SUITS 2                                 | 富士電視台             | 上杉夏美           | [ 35 ]        |
| 2020年   | 8月13日            | 全劇      | 大叔喜歡可愛的小玩意                    | 讀賣電視台、日本電視系 | 旁白               | [ 36 ]        |
| 2020年   | 10月17日           | 第3集     | 夢見了那個女孩「透明人間」篇            | 東京電視台             | 森七菜（本人）     | [ 37 ]        |
| 2020年   | 10月20日－12月22日 | 全劇      | 這份愛要加熱嗎？                        | TBS                    | 井上樹木           | 初主演        |
| 2021年   | 11月6日            | 全劇      | 世界奇妙物語 '21 秋之特別篇「優等生」   | 富士電視台             | 宮本明日香         | 主演          |
| 2022年   | 1月15日－3月19日   | 全劇      | 逃亡醫F                                 | 日本電視台             | 澤井美香子         | [ 39 ]        |
| 2023年   | 7月10日－9月18日   | 全劇      | 真夏的灰姑娘                            | 富士電視台             | 蒼井夏海           | 主演          |
| 2024年   | 8月17日            | 全劇      | 真實的恐怖故事 25週年特別篇「暗澹之房」 | 富士電視台             | 遠山詩織           | 主演          |
| 2025年   | 秋                 | 全劇      | 平屋慢生活                              | NHK                    | （小林夏美）       | [ 40 ]        |

### 網路劇
| 播出年份 | 播出日期 | 集數      | 戲劇名稱       | 首播頻道           | 角色      | 備註   |
| -------- | -------- | --------- | -------------- | ------------------ | --------- | ------ |
| 2017年   | 6月16日  | 第8集開始 | 東京吸血鬼旅館 | Amazon Prime Video | （Akari） | [ 41 ] |
| 2023年   | 1月12日  | 全劇      | 舞伎家的料理人 | Netflix            | （季代）  | 主演   |

### 廣告
- 雀巢咖啡 「ゴールドブレンド バリスタi」（2016年10月－2017年9月）

### MV
- Rihwa「ミチシルベ」（2017年9月）：飾演 利香
- マカロニえんぴつ 「青春と一瞬」（2019年3月）
- Qyoto 「夏の雪」（2019年10月）

## 書籍

### 月曆
- 森七菜月曆2020 壁掛式（森七菜カレンダー 2020；2019年11月16日，hagoromo）

### 寫真集
- Peace（2020年8月31日，gambit）[43]

## 音樂

### 商業搭配
| 樂曲 | 相關作品                  |
| ---- | ------------------------- |
|      | 電影《Last Letter》主題曲 |

## 獎項

### 電影
- 2020年
  - 第14回聲優獎新人女優賞（天氣之子）[44]
  - 第12回TAMA映画賞最優秀新人女優賞（最初的晩餐、青澀的傷痛與脆弱、地獄少女、最後的情書）
  - 第42回橫濱電影節最優秀新人賞（最後的情書、461個便當、青澀的傷痛與脆弱）
  - 第44回日本電影學院獎新人俳優賞（最後的情書）

- 2021年
  - 第45回Élan d'or新人賞

### 電視劇
- 第106回日劇學院賞主演女優賞（這份愛要加熱嗎？）

## 外部連結
- 森七菜 Official Site （页面存档备份，存于） - ソニー・ミュージックアーティスツ
- 森七菜 音楽公式サイト （页面存档备份，存于） - ソニーミュージック
- 森七菜 アーティストページ （页面存档备份，存于） - ソニーミュージック
- 森七菜staff的Instagram帳戶（2021年3月19日 - ）
- 森七菜 音楽スタッフ的X（前Twitter）
- YouTube上的森七菜 Music Official Channel頻道
- 森 七菜 プロフィール，存于 - ARBRE所属時のプロフィール
- 森七菜 Nana Mori (@morinana_official)，存于 - ARBE所属時のInstagramアカウント